# Acianthinae
Acianthinae es una subtribu de orquídeas de la subfamilia Orchidoideae dentro de la familia Orchidaceae. 
Acianthinae consta de 164 especies de hábitos terrestres, por lo general anuales, dividida en cuatro géneros en el sudeste de Asia e islas del Pacífico.
Se caracteriza por las raíces tuberosas de la que se deriva por lo general una sola hoja basal y la inflorescencia que comprende solo una gran flor con grandes sépalos dorsales y un labelo fijo  o más de una flor por inflorescencia, con hojas planas tan anchas como largas, tiene las polinias amarillas.

## Géneros
- - Géneros: Acianthus - Corybas - Cyrtostylis - Stigmatodactylus